# Tramway d’Avranches
| Tramway in der Rue de la Constitution |                     |                                                            |                                                            |
| Ehemaliger Streckenverlauf auf einer Karte von 1919 |                     |                                                            |                                                            |
| Streckenlänge: | 2,7 km              |                                                            |                                                            |
| Spurweite: | 1000 mm (Meterspur) |                                                            |                                                            |
| |                     |                                                            |                                                            |
| \| \| \| Tramway Granville–Avranches–Sourdeval von Granville \| \| \| \| Normalspurstrecke Lison–Lamballe von Lamballe \| \| \| \| Gare du Tram de Granville \| \| \| \| Avranches-Etat Normalspurstrecke Lison–Lamballe nach Lison \| \| \| \| Tramway Granville–Avranches–Sourdeval nach Sourdeval[1] \| \| \| \| Malhoué heute Rue de la Liberté[2][3][4] \| \| \| \| Bourg-l’Evêque heute Rue du Général-de-Gaulle[5] \| \| \| \| Hotel de Ville[6] früher Place Littré[7] \| \| \| \| Rue Valhubert \| \| \| \| Place Angot \| \| \| \| Octroi du Centre heute Place Patton \| \| \| \| Avranches-Est \| \| \| \| Tramway Avranches–Saint-James nach Saint-James[8][9][10] \| |                     |                                                            |                                                            |
| Strecke von rechts (außer Betrieb) |                     | Tramway Granville–Avranches–Sourdeval von Granville        | Tramway Granville–Avranches–Sourdeval von Granville        |
| Strecke quer · Kreuzung geradeaus oben · Strecke von rechts |                     | Normalspurstrecke Lison–Lamballe von Lamballe              | Normalspurstrecke Lison–Lamballe von Lamballe              |
| Bahnhof (Strecke außer Betrieb) · Strecke |                     | Gare du Tram de Granville                                  | Gare du Tram de Granville                                  |
| Haltepunkt / Haltestelle · Bahnhof links · Strecke quer |                     | Avranches-Etat Normalspurstrecke Lison–Lamballe nach Lison | Avranches-Etat Normalspurstrecke Lison–Lamballe nach Lison |
| U-Bahn-Abzweig mit Eisenbahn geradeaus und nach links (Strecke außer Betrieb) · Strecke quer |                     | Tramway Granville–Avranches–Sourdeval nach Sourdeval       | Tramway Granville–Avranches–Sourdeval nach Sourdeval       |
| U-Bahn-Abzweig nach links und von links (Strecke außer Betrieb) · U-Bahn-Kopfbahnhof Streckenende und quer (Strecke außer Betrieb) |                     | Malhoué heute Rue de la Liberté                            | Malhoué heute Rue de la Liberté                            |
| U-Bahn-Haltepunkt / Haltestelle (Strecke außer Betrieb) |                     | Bourg-l’Evêque heute Rue du Général-de-Gaulle              | Bourg-l’Evêque heute Rue du Général-de-Gaulle              |
| U-Bahn-Haltepunkt / Haltestelle (Strecke außer Betrieb) |                     | Hotel de Ville früher Place Littré                         | Hotel de Ville früher Place Littré                         |
| U-Bahn-Haltepunkt / Haltestelle (Strecke außer Betrieb) |                     | Rue Valhubert                                              | Rue Valhubert                                              |
| U-Bahn-Haltepunkt / Haltestelle (Strecke außer Betrieb) |                     | Place Angot                                                | Place Angot                                                |
| U-Bahn-Haltepunkt / Haltestelle (Strecke außer Betrieb) |                     | Octroi du Centre heute Place Patton                        | Octroi du Centre heute Place Patton                        |
| U-Bahn-Strecke (außer Betrieb) · Kopfbahnhof Streckenanfang (Strecke außer Betrieb) |                     | Avranches-Est                                              | Avranches-Est                                              |
| U-Bahn-Strecke nach links (außer Betrieb) · U-Bahn-Abzweig geradeaus und nach rechts (Strecke außer Betrieb) |                     | Tramway Avranches–Saint-James nach Saint-James             | Tramway Avranches–Saint-James nach Saint-James             |

Die Tramway d’Avranches war eine etwa 2,7 Kilometer lange elektrische Meterspur-Straßenbahn in Avranches im Département Manche am Ärmelkanal in der französischen Region Normandie, die von 1907 bis 1914 betrieben wurde.

## Geschichte
Im Dezember 1904 teilte die Société française des tramways électriques, die bereits die Konzession für die dampfbetriebene Straßenbahn Granville–Avranches–Sourdeval erhalten hatte, der Gemeinde Avranches ihre Absicht mit, anstelle der ursprünglich geplanten 1,7 km langen Zahnradbahn eine elektrische Straßenbahn zwischen dem Bahnhof und dem Stadtzentrum zu errichten. Die Energieversorgung erfolgte durch ein Kraftwerk, das von Herrn Ravous, einem Bauunternehmer aus Granville, gebaut wurde und in der Nähe des Bahnhofs von Avranches stand. Es bestand aus Dampfkesseln, einem Maschinenraum und einem Akkumulatorraum.
Die Straßenbahn wurde von Bürgermeister Maurice Chevrel eingeweiht. Den Fahrgästen wurden in jeder Richtung jeweils zwölf Fahrten pro Tag angeboten, von 6:30 bis 20:45 Uhr.
Während des Ersten Weltkriegs wurde der Betrieb eingestellt, und der elektrische Betrieb danach nicht wieder aufgenommen, sondern durch eine Pferdebahn ersetzt, bis im September 1939 eine Buslinie eingeführt wurde. Trotz verschiedener Anträge wurde die elektrische Straßenbahn nie wieder in Betrieb genommen, obwohl die Gleise und die drei Triebwagen viele Jahre lang erhalten waren. Die Gleise wurden erst bei der Auflösung der metrischen Linien des Departements um 1935/37 abgebaut und wohl verschrottet. Der Bahnhof Avranches-Est, der auch als Straßenbahn-Bahnhof bekannt ist, wurde um 1990 abgerissen. Heute ist nur noch der Place des Tramways übrig geblieben.

## Haltestellen
Die Straßenbahn hatte anfangs sieben und später neun Haltestellen. Ursprünglich war geplant, dass die Endstation der Strecke in der Stadt an der Endstation der Straßenbahn Avranches–Saint-James liegen sollte, wobei deren Gleise zwischen dem Octroi du Centre (heute Place Patton) und dem Bahnhof genutzt werden sollten. Das Gleis und die Weiche, die die beiden Linien verbinden sollten, waren bereits verlegt worden, aber ein Fehler in der Weiche hatte im März 1907 zu einem Unfall geführt, als die Straßenbahn von Avranches nach Saint-James in Richtung Bahnhof auf das Gleis der elektrischen Straßenbahn auffuhr und einen Wagen am Ende des Zuges zum Entgleisen brachte. Da sich die Société des chemins de fer de la Manche, die die elektrische Strecke betrieb, und die Compagnie des tramways normands, die die Straßenbahn von Avranches nach Saint-James betrieb, zunächst nicht auf einen gemeinsamen Betrieb der Strecke einigen konnten, verlief die elektrische Strecke zunächst nur bis Octroi du Centre.

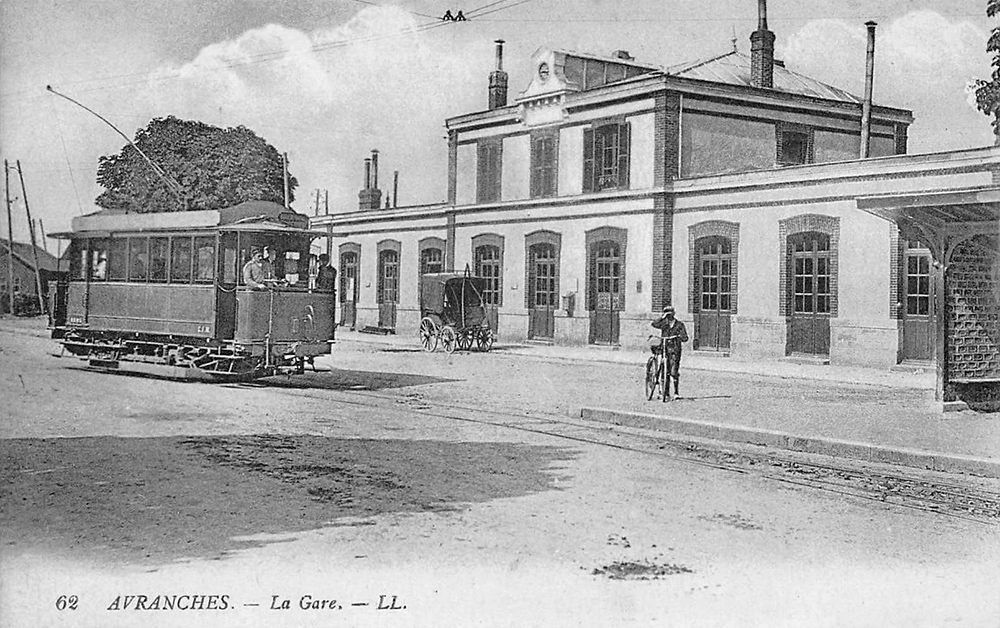
Die Straßenbahn vor dem Bahnhof Avranches-État

Im Laufe des Jahres 1909 wurde ein Teil der Strecken vom Bahnhof Avranches-État bis zum Gare du Tram de Granville (Gare de Chemins de fer de la Manche) verlängert. Die Straßenbahnen hielten vor dem Gare de l'Etat, um Fahrgäste aufzunehmen. Im Oktober 1909 wurde die Strecke vom Octroi du Centre bis zur Endstation der Straßenbahn Avranches-Saint-James verlängert.

## Verbindungen
Die Straßenbahn war an beiden Enden ihrer Strecke mit der Straßenbahn Granville-Avranches-Sourdeval beziehungsweise der Straßenbahn Avranches–Saint-James verbunden, die die gleiche Spurweite hatten und mit Dampflokomotiven betrieben wurden. Am Bahnhof Avranches-Etat gab es normalspurige Anschlusszüge nach Lison und Lamballe.